# Villa Sanssouci (Löbau)

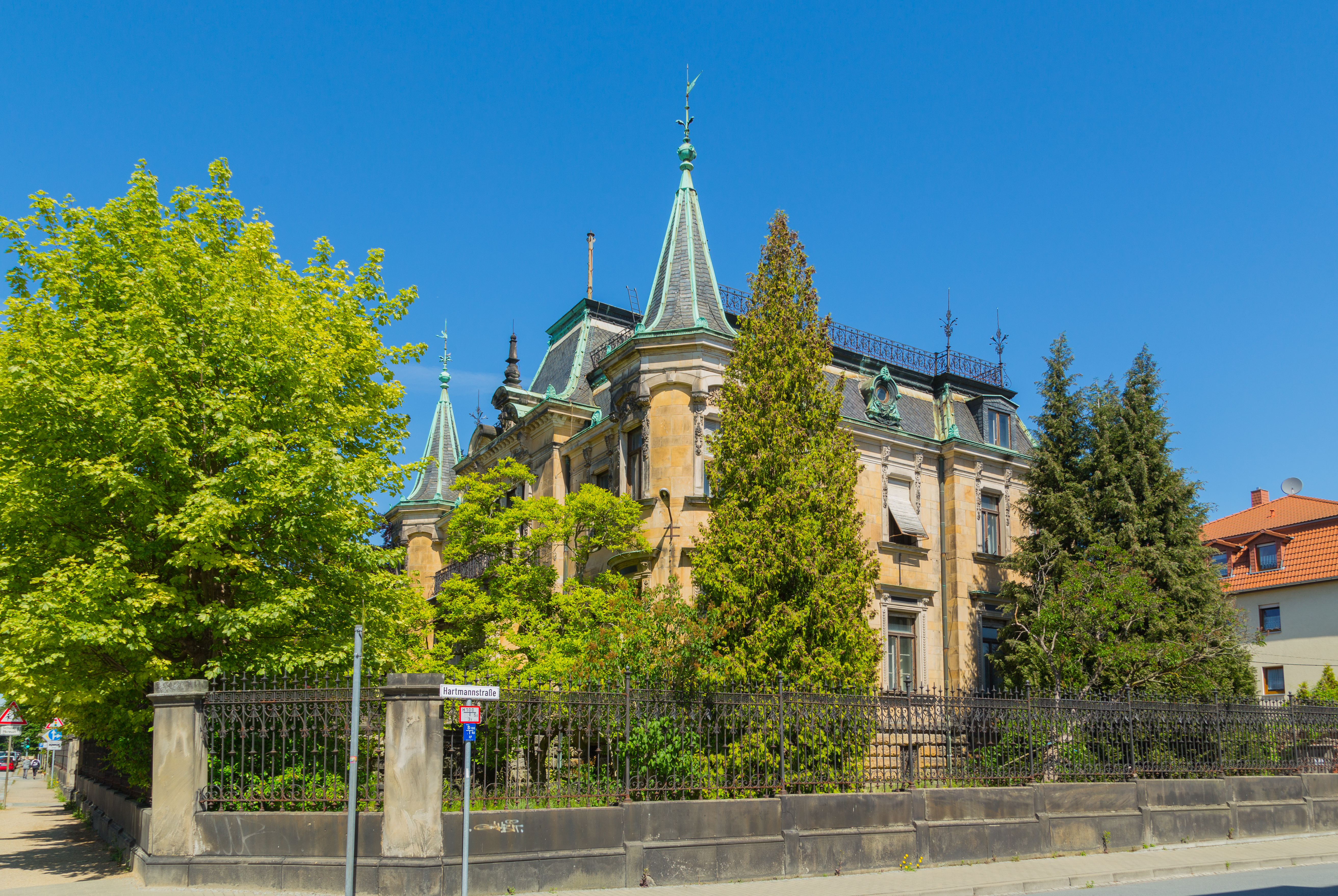
Villa Sanssouci (2020)

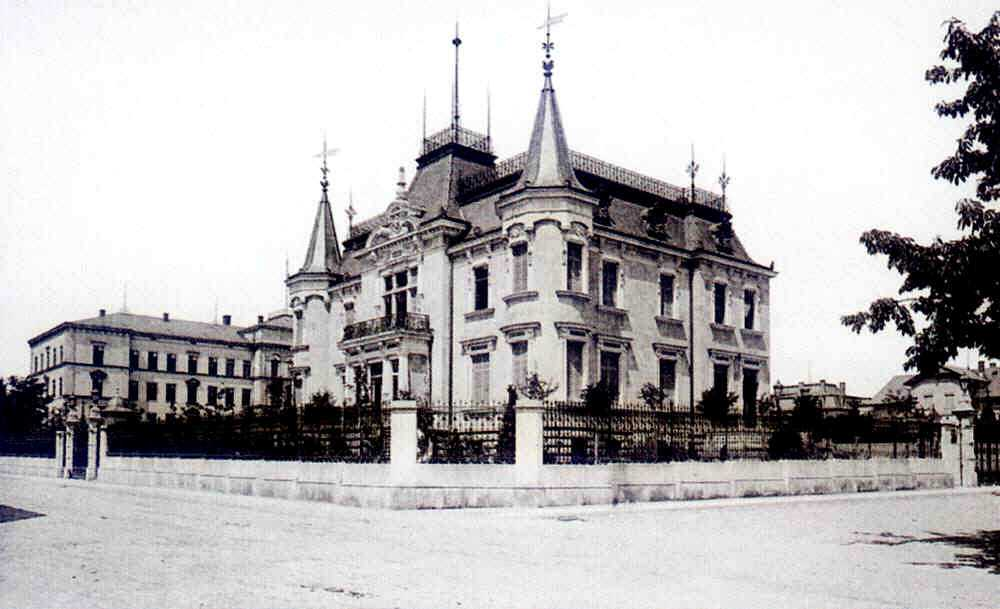
Villa Sanssouci (um 1890)

Die Villa Sanssouci (seltener auch Villa Rönsch) ist ein unter Denkmalschutz stehendes Gebäude mit Villengarten und Garteneinfriedung in der Stadt Löbau (Sachsen). Es befindet sich in der Hartmannstraße 5.

## Lage
Das Gebäude befindet sich an der Straßenkreuzung von Hartmannstraße und August-Bebel-Straße am nördlichen Rand der Löbauer Altstadt. Im Norden wird das Gelände der Villa, welche über einen größeren Garten verfügt, von Wohngebäuden begrenzt – darunter auch ein Gesindehaus. Die östliche Begrenzung des Areals ist die Hartmannstraße, im Süden verläuft die August-Bebel-Straße als zentrale Verkehrsachse in Richtung Innenstadt bzw. Bautzen. An der westlichen Seite des Geländes, welches vor allem durch den üppigen Garten geprägt ist, befindet sich die Pestalozzistraße mit dem angrenzenden Geschwister-Scholl-Gymnasium.

## Geschichtlicher Hintergrund und Nutzung
Erbaut wurde die Villa 1889 im Namen des Löbauer Textilfabrikanten Eduard Rönsch (1827–1900), welcher sich bereits 1862/63 an der nahegelegenen Bahnhofstraße 19, Ecke Gartenstraße, ein Wohn-, Kontor-, Verkaufs- und Lagerhaus im Stil der Neorenaissance hatte erbauen lassen. Den Entwurf für das Gebäude stammt vom Löbauer Stadtbaumeister Friedrich Bruno Berthold (1859–1917), der ebenfalls für die Errichtung verantwortlich war. Die Kunstschmiedearbeiten führte der Löbauer Schlossermeister Adolf Hilliger (1842–1932) aus. Den Namen Villa Sanssouci vergab Rönsch selbst in Anlehnung an das Französische Sprache sans souci, was in das Deutsche übersetzt ‚sorgenfrei‘ bzw. ‚ohne Sorge‘ bedeutet.
1908 erwarb der Löbauer Textilfabrikant Julius Müller die Villa Sanssouci. Nach dem Ende des Zweiten Weltkriegs übernahm die Sowjetische Militärkommandantur das Gebäude und nutzte es als Verwaltungsgebäude. 1955 erfolgte die Übergabe an das Ministerium für Staatssicherheit, welches umfangreiche Umbauten vornehmen ließ. So wurde im Garten eine Kurzwellenempfangsantenne errichtet, auch der Ziergiebel erhielt einen Antennenmast. Nach dem Ende der Deutschen Demokratischen Republik hatte, aufgrund der Sanierung des Löbauer Rathauses, das städtische Standesamt seinen Sitz in der Villa, es fanden Trauungen im Gebäude statt. Die Villa wurde 1998 verkauft und befindet sich seitdem in Privatbesitz, Ende 2017 gab es einen Besitzerwechsel.
Im Garten fanden Ende der 2000er- und Anfang der 2010er-Jahre verschiedene Ausstellungen und Veranstaltungen statt, die der Löbauer Verein Seifertscher Garten organisiert hatte.

## Beschreibung
Bei dem Gebäude handelt es sich um einen aufwändigen Sandsteinquaderbau, welcher weitgehend original erhalten und ausgestattet ist. Vorbild für den Baustil sollen Bauten gewesen sein, die Eduard Rönsch bei seinen Reisen in den Orient besichtigt hatte. Das Gebäude ist ein viergeschossiger Bau mit der Front zu damaligen Löbauer Poststraße, der heutigen August-Bebel-Straße. An der Front befinden sich zwei Freitreppenaufgänge zum Haupteingang der Villa, an deren oberen Ende je ein schmiedeeiserner Blumenständer auf den Säulen positioniert war. Ein weiterer Eingang befindet sich an der Hartmannstraße. An der Front befindet sich zudem ein Balkon im Obergeschoss. Oberhalb des Dachgeschosses mit Dachgauben zu den Seiten befindet sich eine Dachterrasse, die einen Blick über die Stadt ermöglicht. Die Mitte der Frontfassade ziert ein massiver viereckiger Turm; an den Seiten befinden sich zwei spitzzulaufende Türmchen mit sechseckiger Grundfläche, deren Spitze je eine Wetterfahne ziert.

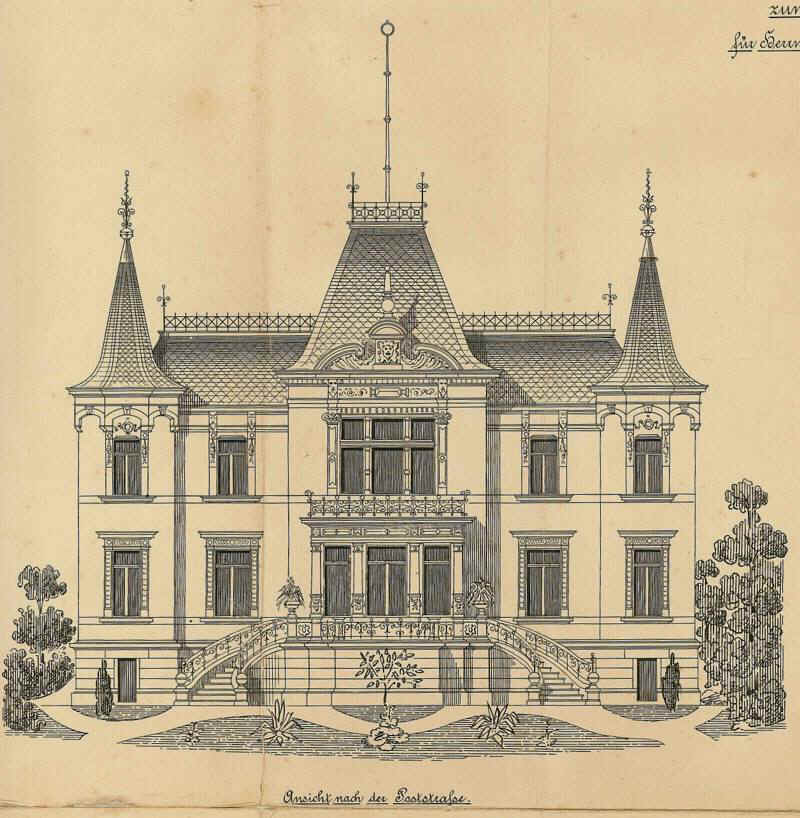
Bauzeichnung, Ansicht nach der Poststraße, heutige August-Bebel-Straße
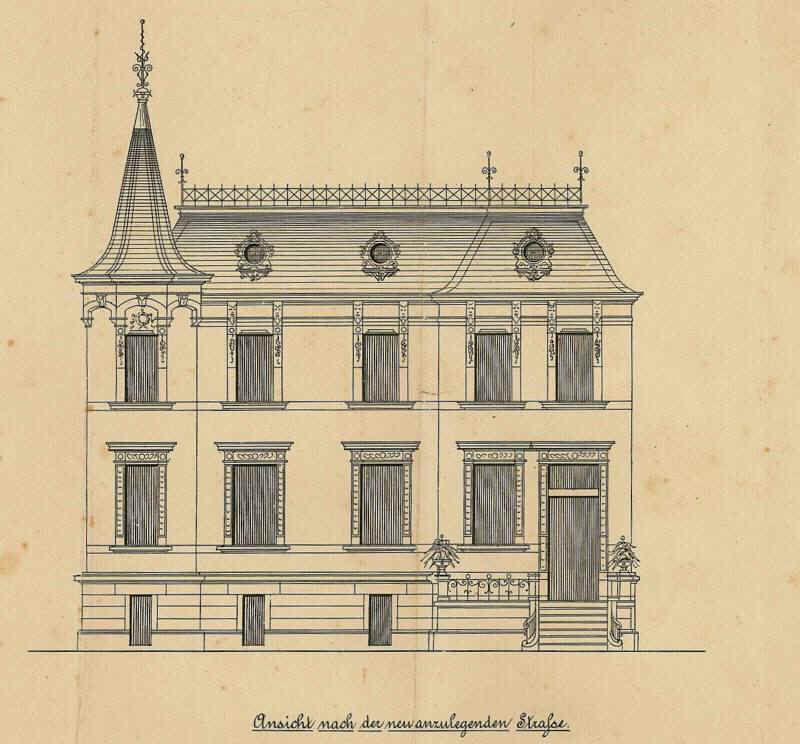
Bauzeichnung, Ansicht nach der Hartmannstraße
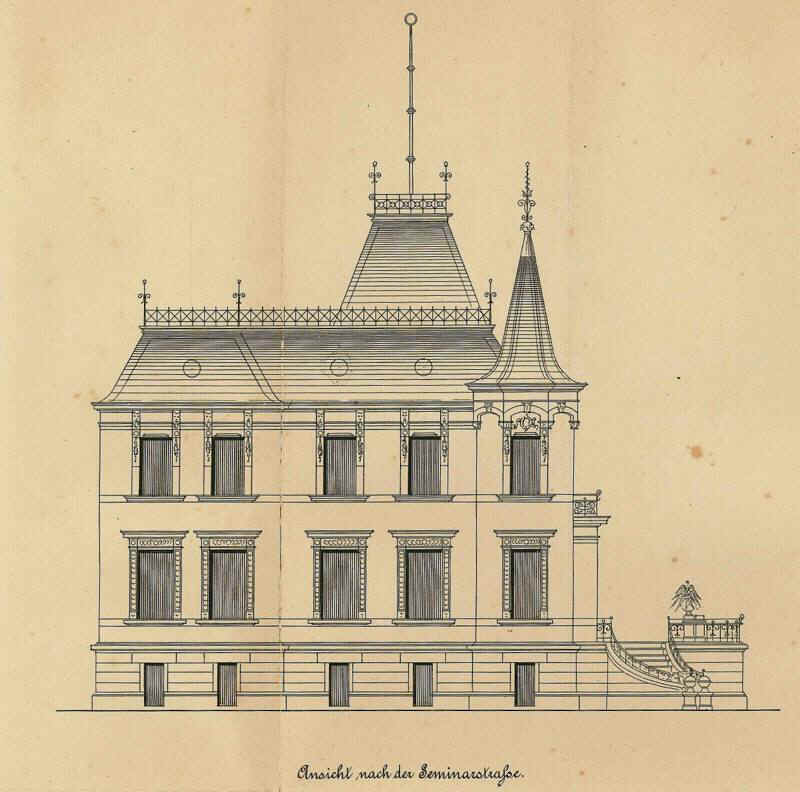
Bauzeichnung, Ansicht nach der Seminarstraße, heutige Pestalozzistraße
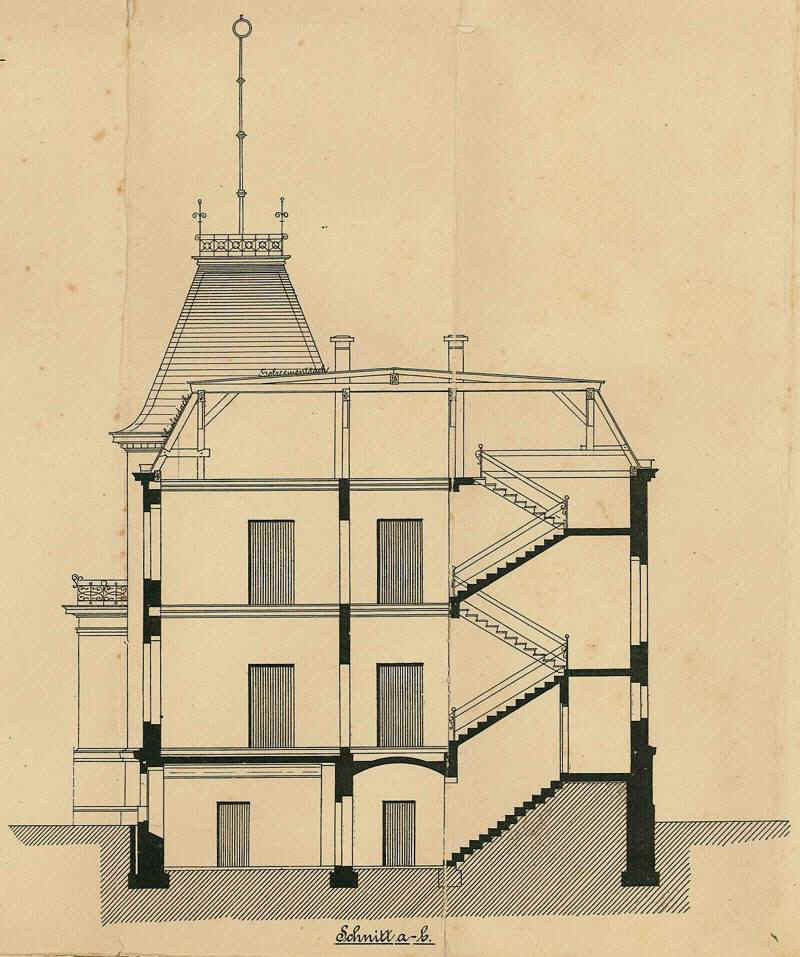
Bauzeichnung, Schnitt

Die Außenfassade ist mit verschiedenen Jugendstilmotiven und umfangreicher Fassadenzier überzogen. Der Fensterschmuck besteht aus Sandstein. Im Inneren sind die Fenster im Reliefen versehen, alle Räume sind mit aufwändigem Deckenstuck verstehen. Ursprünglich waren die Wandvertäfelungen mit Intarsien gestaltet, welche zwischenzeitlich mit Farbe überstrichen wurden. Die Treppenaufgängen im Inneren wurden ebenfalls mit aufwändigen Kunstschmiedearbeiten in Jugendstiloptik gestaltet. Im Zuge der Nutzung als Verwaltungsgebäude nach dem Ende des Zweiten Weltkrieges wurden durch Umbauarbeiten zu Büroräumlichkeiten verschiedene Einbauten vorgenommen, so verfügt das Gebäude über einen Raum für Wachpersonal am Eingang. Trotz dessen findet sich im Gebäude eine weitgehend originale Ausstattung.
Die Villa Sanssouci inklusive ihrer Garteneinfriedung gilt als baugeschichtlich, künstlerisch und straßenbildprägend von Bedeutung. Sie sind deshalb seit 1990 unter der Objektnummer 09222501 Teil der Denkmalschutzliste des Landesamtes für Denkmalpflege Sachsen. Nach Einschätzung der unteren Denkmalschutzbehörde des Landkreises Görlitz befand sich das Gebäude 2021 in einem „verhältnismäßig guten Zustand“.